# NNSアナウンス大賞
NNSアナウンス大賞（エヌエヌエスアナウンスたいしょう）は、日本テレビ放送網を始めとするNNS系列各局のアナウンサーの中で、毎年優秀なアナウンサーに対し与えられる賞である。

## 概要
- 1981年からNNS系列各局のアナウンサーの資質向上を目的に開始された。
- 大賞は、テレビ部門・ラジオ部門の2部門制で、各部門に1名ずつ与えられる。
- ラジオ部門は、NNS系列のラテ兼営11局に、札幌テレビ放送の子会社であるSTVラジオと日本テレビの関連会社であるアール・エフ・ラジオ日本を含む13局が対象。
- 2006年度に、新人部門（入社3年以内のアナウンサーが対象）が新たに設けられた。
- 2008年度は、テレビ部門の選考が激戦だったため、特別に「最優秀パーソナリティ賞」を設置している。
- 授賞式は毎年3月頃に行われ、『北海道・東北』、『関東・中部』、『西日本』、『九州』の4ブロックからノミネートされた10人前後のアナウンサーの中から受賞者が発表される。ただし2020年（第41回）は、新型コロナウイルス感染症の流行の影響から審査スケジュールがずれ込み、11月の発表となった[1]。
- 最優秀賞は第1回で徳光和夫、第7回で大友寿郎（元青森放送特別顧問）が獲得。
- 地方系列局初の受賞は第2回で熊田克隆（元中京テレビ放送）が獲得。

## 近年の主な受賞者
| 回数              | 大賞                           | 大賞                                 | 最優秀新人賞                 | その他                                                            |
| 回数              | テレビ部門                     | ラジオ部門                           | 最優秀新人賞                 | その他                                                            |
| ----------------- | ------------------------------ | ------------------------------------ | ---------------------------- | ----------------------------------------------------------------- |
| 第21回 （2000年） | 緒方喜子（中京テレビ放送）     |                                      |                              |                                                                   |
| 第22回 （2001年） | 保岡栄二（四国放送）           | 佐藤正幸（福井放送）                 | 福岡竜馬（福岡放送）         |                                                                   |
| 第23回 （2002年） | 松本志のぶ（日本テレビ放送網） | 重盛政史（福井放送）                 | 三宅宣行（熊本県民テレビ）   | 特別賞：北日本放送アナウンサー                                    |
| 第24回 （2003年） | 藤井利彦（中京テレビ放送）     | 室田智美（札幌テレビ放送）           |                              |                                                                   |
| 第25回 （2004年） | 森中慎也（札幌テレビ放送）     | 原口太平（青森放送）                 |                              |                                                                   |
| 第26回 （2005年） | 河村亮（日本テレビ放送網）     | 谷口祐子（札幌テレビ放送）           |                              |                                                                   |
| 第27回 （2006年） | 平川健太郎（日本テレビ放送網） | 佐伯りさ（南海放送）                 | 松岡陽子（中京テレビ放送）   | 特別新人賞：伊東幸子（青森放送）                                  |
| 第28回 （2007年） | 田村啓美（青森放送）           | 橋詰佐織（高知放送）                 | 我妻絵美（中京テレビ放送）   |                                                                   |
| 第29回 （2008年） | 小澤昭博（讀賣テレビ放送）     | 細淵武揚（アール・エフ・ラジオ日本） | 内田拓志（テレビ新潟放送網） | 最優秀パーソナリティ賞：平井雅幸（テレビ岩手）                    |
| 第30回 （2009年） | 羽鳥慎一（日本テレビ放送網）   | 谷戸礼子（福井放送）                 | 鹿内美沙（中京テレビ放送）   | 特別賞：日本テレビ開局55年記念「アナウンサーコンチェルト」        |
| 第31回 （2010年） | 熊谷明美（札幌テレビ放送）     | 秋山博子（青森放送）                 | 加藤智也（宮城テレビ放送）   |                                                                   |
| 第32回 （2011年） | 伊藤拓（宮城テレビ放送）       | 青山友紀（山形放送）                 | 林マオ（讀賣テレビ放送）     |                                                                   |
| 第33回 （2012年） | 藤井貴彦（日本テレビ放送網）   | 小林幸明（アール・エフ・ラジオ日本） | 緒方太郎（福島中央テレビ）   | 特別賞： テレビ岩手・宮城テレビ放送・福島中央テレビ全アナウンサー |
| 第34回 （2013年） | 松井礼明（福岡放送）           | 上野由加里（青森放送）               | 中谷しのぶ（讀賣テレビ放送） | 最優秀パーソナリティー賞：恩田千佐子（中京テレビ放送）            |
| 第35回 （2014年） | 吉田太一（中京テレビ放送）     | 亀谷哲也（西日本放送）               | 鈴木沙喜代（宮城テレビ放送） |                                                                   |
| 第36回 （2015年） | 急式裕美（札幌テレビ放送）     | 岩本和弘（福井放送）                 | 佐野祐子（中京テレビ放送）   |                                                                   |
| 第37回 （2016年） | 三浦隆志（讀賣テレビ放送）     | 松下香織（山形放送）                 | 小山悠里（札幌テレビ放送）   |                                                                   |
| 第38回 （2017年） | 田中毅（日本テレビ放送網）     | 田村修（秋田放送）                   | 酒井美帆（テレビ新潟放送網） |                                                                   |
| 第39回 （2018年） | 武道優美子（北日本放送）       | 筋野裕子（青森放送）                 | 元木寛人（福岡放送）         |                                                                   |
| 第40回 （2019年） | 山本紘之（日本テレビ放送網）   | 吉川典雄（札幌テレビ放送）           | 北本隆雄（札幌テレビ放送）   |                                                                   |
| 第41回 （2020年） | 柳瀬洋平（宮城テレビ放送）     | 小林淳子（北日本放送）               | 岩原大起（讀賣テレビ放送）   |                                                                   |
| 第42回 （2021年） | 柴田泰佳（北日本放送）         | 吉岡秀樹（山梨放送）                 | 澤口実歩（讀賣テレビ放送）   | テレビ部門優秀賞：伊藤舞（福岡放送）                              |
| 第43回 （2022年） | 中野謙吾（日本テレビ放送網）   | 高松綾香（山口放送）                 | 岡田健太郎（中京テレビ放送） |                                                                   |
| 第44回 （2023年） | 外賀幸一（宮城テレビ放送）     | 内山佳子（札幌テレビ放送）           | 久保明日香（札幌テレビ放送） |                                                                   |
| 第45回 （2024年） | 望月杏夏（中京テレビ放送）     | 岸たけし（西日本放送）               | 足立夏保（讀賣テレビ放送）   |                                                                   |
| 第46回 （2025年） | 杉野真実（日本テレビ放送網）   | 酒井茉耶（秋田放送）                 | 渡邊幹也（讀賣テレビ放送）   | テレビ部門特別賞「ライブコメンタリー賞」：榎本真也（四国放送）    |